# Dan Helgesen
Dan Helgesen född den 1 januari 1960 i Strömstad, är en svensk keyboardist med hammondorgel som huvudinstrument.
Helgesen har genom åren spelat med artister som Black Ingvars, Schytts, Lake of Tears, Phenomena, Valdemar, Hawk On Flight, Swedish Erotica, Emrik Larsson, Per-Erik Hallin, Tone Norum med flera.
I januari 2019 solodebuterade han med albumet "The Hammond explosion agogo".